# そんなとき女を好きになる
『そんなとき女を好きになる』（そんなときおんなをすきになる）は、チューリップの通算20枚目のアルバム。1988年4月1日発売。

## 解説
前作の生音重視の路線から一転し、その前の『Jack is a boy』に近い音の厚い、都会的なおしゃれをイメージした作品である。
日本コロムビアに移籍以降、バンドとソロの狭間にいた財津和夫が上手くテーマを消化しきれていない一方、他のバンドメンバーの楽曲はポップ、ロックとして迷いなく成立している。
ジャケットは、何かを見て驚くエキストラの中にメンバーが紛れている写真で、冬の寒いスタジオの中で撮影された。
なお、上田雅利が、ゲストとしてパーカッションで一曲参加している。
この年は、本作を含めセールスが全く振るわなかったうえ、かつては全国で開催していたライブが主要都市8か所のみに終わるなどチューリップにとっては最悪の年となり、財津はついにチューリップの解散を決断することとなる。

## 収録曲
SIDE・1
1. 女たちの危険な事情
  - 作詞／作曲：財津和夫　編曲：チューリップ　ボーカル：財津和夫・宮城伸一郎・丹野義昭・高橋裕幸
  - アコースティックギターとボーカルのシンプルな楽曲で、メンバーが交代でボーカルをとっている。
  - レコーディングの際には、4人が交代するタイミングが難しく時間がかかった。
  - 同年のツアーでは、演奏ではなく朗読の形で披露された。
2. トライアングラー・ラヴ・エイド
  - 作詞／作曲：財津和夫　編曲：チューリップ　ボーカル：財津和夫・高橋裕幸
3. オレンジの花火
  - 作詞／作曲：宮城伸一郎　編曲：チューリップ　ボーカル：宮城伸一郎
  - 同日発売のシングル『真っ赤な花と水平線』のカップリング曲で、同一テイクが収録されている。  
詳細はシングルのページを参照。
4. 真っ赤な花と水平線
  - 作詞／作曲：財津和夫　編曲：チューリップ　ボーカル：財津和夫
  - シングルカットされ同日に発売された楽曲。
  - 同一テイクが収録されている。  
詳しくはシングルのページを参照.
5. ROOM#1022
  - 作詞／作曲：丹野義昭　編曲：チューリップ　ボーカル：丹野義昭・高橋裕幸
  - 洋楽をオマージュした楽曲で、丹野と高橋が唯一ツインボーカルを披露した楽曲。

SIDE・2
1. ペパーミントの予感
  - 作詞／作曲：高橋裕幸　編曲：チューリップ　ボーカル：高橋裕幸
  - 高橋がチューリップで初めて作詞、作曲、ボーカルの全てを務めた楽曲。
  - ライブではサビの終わりに、高橋がターンを決めた後、「1982」と歌う演出がされていた。
2. 逢えない愛
  - 作詞／作曲：財津和夫　編曲：チューリップ　ボーカル：財津和夫
  - 同年のツアーで、唯一披露されなかった楽曲。
3. 渋谷Flower・Friday
  - 作詞／作曲：宮城伸一郎　編曲：チューリップ　ボーカル：宮城伸一郎
  - タイトル通り、華金をテーマにした楽曲。バブル景気真っ只中の雰囲気を感じられる歌詞とアレンジが特徴。
4. Mr.チークダンス
  - 作詞／作曲：財津和夫　編曲：チューリップ　ボーカル：財津和夫
  - 上田雅利がボンゴで参加している。
  - ライブではコーダ部分に繋がるように『ブルー・スカイ』のサビが演奏された。
5. TULIPIANの服を着た君
  - 作詞／作曲：財津和夫　編曲：チューリップ　ボーカル：財津和夫

## クレジット
PRODUCED BY TULIP
KAZUO ZAITSU, SHINICHIRO MIYAGI, YOSHIAKI TANNO& HIROYUKI TAKAHASHI
DIRECTED BY KEN OKADA(TRIAD) & YOSHIHIRO TAKAHASHI(CRICKET)
ENGINEERED BY MASAHIRO KOIZUMI(STARSHIP),
HIDEAKI IKEDA(STARSHIP) & TAKAAKI AIZAWA(STARSHIP)
MIXED BY TAKANOBU ARAI(CHERRY ISLAND)
EXECTIVE PRODUCER: TSUNEO IIZUKA(TRIAD) & KAZUO ZAITSU(CRICKET)
ARTIST MANAGEMENT: CRICKET
PROMOTION STAFF: TOMONORI KAMBE(TRIAD) & KAZUHIRO ARAI(TRIAD)
EQUIPMENT STAFF: OSAMU ABUKAWA
COVER DESIGN & ART DIRECTION: TERUHISA TAJIMA
COVER PHOTOGRAPHY: MORITO ISODA
COVER CONCEPT: KAZUO ZAITSU
COORDINATED BY HARUO KOGUCHI(NIPPON COLUMBIA CO.,LTD.)
ADDITIONAL MUSICIANS:
MITSUO MATSUMOTO: GUITARS/RYO KOBAYASHI: GUITARS
YOSHIO UENO: ADDITIONAL DRUMS/TAKU KITAHARA: CHORUS
SHOJI HARUNA: SAXOPHONE/MASATOSHI UEDA: PERCUSSION
SYNTHESIZER PROGRAMMED:AND ADDITIONAL ARRANGED BY AKIHIKO YOSHIDA
SPECIAL THANKS TO: STEINBERGER(ZEN-ON)
I DEDICATE THIS RECORD TO ALL EDITORS FOR THE WOMAN’S MAGAZINE.